# Oliver Cywie
Oliver Cywie est un acteur français né le 29 septembre 1998 à Paris.

## Biographie
Oliver Cywie obtient son premier rôle au cinéma dans le film d'Antoine de Caunes, Coluche, l'histoire d'un mec, où il joue un petit rôle.  il incarne ensuite le rôle de Max dans Celle que j'aime d'Élie Chouraqui puis celui de Nicolas dans Gainsbourg, vie héroïque de Joann Sfar.
Mais c'est dans La Rafle de Roselyne Bosch qu'il obtient son premier grand rôle, celui de Simon Zygler, un enfant juif déporté avec son petit frère après la rafle du Vel' d'Hiv. Il obtient le rôle de Simon.
Entre-temps, il participe à de nombreux téléfilms et séries télévisées tels que La Commune de Philippe Triboit, Les Bougon de Sam Karmann, ou encore Un monde meilleur de Stéphane Kopecky. En 2008, il joue au théâtre dans la pièce Geronimo, où il prête sa voix à Geronimo. Il a aussi prêté sa voix à de nombreux films, comme pour le personnage de Noah dans le film 2012 de Roland Emmerich. On peut aussi entendre sa voix dans Nanny McPhee et le Big Bang, où il double Norman. Il apparaît également dans des spots TV et radio.

## Filmographie

### Cinéma
- 2008 : Coluche, l'histoire d'un mec d'Antoine de Caunes : Benjamin
- 2008 : Celle que j'aime d'Élie Chouraqui : Max
- 2009 : Gainsbourg, vie héroïque de Joann Sfar : Nicolas
- 2010 : La Rafle de Rose Bosch : Simon Zygler

### Télévision
- 2007 : La Commune de Philippe Triboit : le gamin dans l'ascenseur
- 2009 : Les Bougon de Sam Karmann : Arthur
- 2009 : Un monde meilleur de Stephan Kopecky : Aurélien

## Théâtre
- 2008 : Geronimo au Théâtre de Paris : voix de Geronimo

## Doublage
- 2005 : Franz et le chef d'orchestre : Franz
- 2007 : Les Abricots
- 2008 : Les Minijusticiers
- 2009 : 2012 de Roland Emmerich : Noah Curtis
- 2009 : Nanny McPhee et le Big Bang de Susanna White : Norman